# Fabián Mosquera
Fabián Mosquera (Carepa, Antioquia, Colombia; 3 de marzo de 1995) es un futbolista colombiano que juega de centrocampista. Actualmente está por definir equipo.

## Trayectoria

### Deportes Tolima
En enero de 2022 fue anunciado como jugador del equipo pijao, con el club ha ganado un título oficial del fútbol colombiano.

## Estadísticas
- Actualizado de acuerdo al último partido el 19 de mayo del 2025.

| Club                | País     | Año       | Partidos | Goles | Asist |
| ------------------- | -------- | --------- | -------- | ----- | ----- |
| Tigres Fútbol Club  | Colombia | 2016-2018 | 28       | 8     | 0     |
| Jaguares de Córdoba | Colombia | 2019-2021 | 81       | 3     | 3     |
| Deportes Tolima     | Colombia | 2022-2025 | 91       | 2     | 2     |
| Total               | Total    | Total     | 200      | 13    | 5     |

## Palmarés

### Torneos nacionales
| Título                | Club            | País     | Torneo         |
| --------------------- | --------------- | -------- | -------------- |
| Superliga de Colombia | Deportes Tolima | Colombia | Superliga 2022 |